# Ion Pop
Ion Pop (n. 1 iulie 1941, Mireșu Mare, Maramureș, România) este un profesor universitar, teoretician al avangardei literare, poet, critic și istoric literar român.

## Cariera
A deținut diferite funcții administrative, precum decan al Facultății de Litere a Universității “Babeș-Bolyai” din Cluj și director al Centrului Cultural Român de la Paris (1990-1993). Cariera literară se caracterizează prin volume de versuri, de critică literară și traduceri, prin numeroase articole publicate în reviste de specialitate din țară și de peste hotare. 
Ion Pop este criticul al cărui destin se leagă de existența revistei Echinox. A condus revista timp de 17 ani (1969-1973 în calitate de redactor șef, 1973-1986 în calitate de director al publicației). O perioadă întinsă în care, alături Marian Papahagi, Ion Vartic și alții, a contribuit la formarea a câtorva generații de scriitori.

## Opera

### Poezie
A debutat cu versuri în revista Steaua, (1959). A debutat editorial cu Propunere pentru o fântână, (1966), volum urmat de Biata mea cumințenie (1969), Gramatică târzie (1977), Soarele și uitarea (1985), Amânarea generală (1990).
- „Echinox”. Vocile poeziei, Cluj, Editura Tribuna, 2008[5]

### Critică literară
Criticul literar îl găsim în Avangardismul poetic românesc (1969), Poezia unei generații (1973), Transcrieri (1976), Nichita Stănescu. Spațiul și măștile poeziei (1980), Lucian Blaga, universul liric (1981), Lecturi fragmentare (1983), Jocul poeziei (1985), Avangarda în literatura română (1990), A scrie și a fi. Ilarie Voronca și metamorfozele poeziei (1993),
Recapitulări (1995), Pagini transparente (1997), Ore franceze, Ajournement general (1994). 

### Traduceri
A tradus din Georges Poulet, Conștiința critică (1979) și Jean Starobinski, 1798 emblemele rațiunii, volum apărut în 1990.

### Volume colective
O lucrare pe care a coordonat-o este Dicționar analitic de opere literare românești, vol. I-IV (1998-2003), ediție definitivă (2007).

## Afilieri
- Membru al Uniunii Scriitorilor din România

## Premii și distincții
- Premiul Uniunii Scriitorilor din România  (1973, 1979, 1985, 2001)
- Premiul Academiei Române (1985)

### Decorații
- Ordinul național „Pentru Merit” în grad de Ofițer (1 decembrie 2000) „pentru realizări artistice remarcabile și pentru promovarea culturii, de Ziua Națională a României”[7]